# Eduard Pierer von Esch
Eduard Pierer, seit 1900 Pierer von Esch (* 21. Jänner 1848 in Mattsee; † 27. Jänner 1902 in Przemyśl durch Suizid) war ein Feldmarschallleutnant der k.u.k. Armee.

## Leben
Eduard Pierer war Sohn des k. k. Bezirksvorstehers von Kremsmünster und wurde als oberösterreich-ständischer Stiftling (C.-I. Marburg) an der Militär-Erziehungs-Anstalt aufgenommen. Als Angehöriger des K.u.k. Infanterieregiments Nr. 59 wurde er zum 1. Mai 1866 zum Unterleutnant 2. Klasse befördert und nahm er 1866 am Feldzug in Südtirol teil. Ab 1872 war er Offizier im Generalstab. Vom Leutnant zum Oberleutnant wurde er zum November 1874 befördert. Zum November 1877 wurde er mit Versetzung zum Infanterie-Regiment Nr. 47 vom „Oberleutenant Generalstabs-Offizier“ zum Hauptmann erster Klasse befördert. Ein Jahr später wurde er kurzzeitig in den Generalstab rückversetzt und nahm dann mit dem Infanterie-Regiment Nr. 47 im selben Jahr am Okkupationsfeldzug in Bosnien teil. 1880 wurde erneut in den Generalstab berufen, war 1881 bei der Mappierung und dann ab 1882 beim Militär-Kommando in Zara eingesetzt. In der Verwendung als provisorischer Generalstabs-Chef der 34. Infanterietruppendivision ab 1885 wurde er zum Major befördert. 1887 wurde er in die 5. Abteilung des K.u.k. Kriegsministeriums versetzt und im Jahr darauf in seiner Verwendung in der Militärkanzlei Sr. Majestät des Kaisers und Königs zum Oberstleutnant befördert.
Von Dezember 1893 bis August 1896 war er als Oberst Kommandant des Infanterie-Regiments Nr. 7 und ab dann Kommandant der 16. Infanteriebrigade Trient. Zum Mai 1897 erfolgte in dieser Verwendung die Ernennung zum Generalmajor. Am 9. Oktober 1900 wurde Pierer auf seinen Antrag aufgrund eines  Offiziersprivilegs ("Systemmäßiger Adel") in den erblichen österreichischen  Adelsstand erhoben, wobei dem Antragsteller Gebühren der Höhe von 280 Kronen in Rechnung gestellt wurden. Als Territorialprädikat wählte Pierer "Esch", den Mädchennamen seiner Ehefrau Valerie. Zum 1. November 1900 wurde er Kommandant der Landwehrtruppendivision in Przemyśl und damit einhergehend zum Feldmarschall-Leutnant ernannt.
Eduard Pierer von Esch erkrankte psychisch und starb in der Festung Przemyśl durch Suizid mittels Erschießung. Er war der Großvater von Heinrich von Pierer und Peter von Pierer, die wiederum Söhne seines einzigen Sohns Leo Carl Oskar Eduard Pierer von Esch (1895–1992) – ebenfalls Berufsoffizier – waren.

## Ehrungen
- 1868: Denkmünze an die Tiroler Landesverteidigung von 1866[2]
- Komtur II. Klasse des Herzoglich Sachsen-Ernestinischen Hausordens[14]
- 1873: Kriegsmedaille
- Militärdienstzeichen III. Klasse
- 1893:  Ritterkreuz des Leopold-Ordens
- Silberne Jubiläums-Hof-Medaille
- 1898: Jubiläums-Erinnerungsmedaille für die bewaffnete Macht